# Штрувенхюттен
Штрувенхюттен (нем. Struvenhütten) — община в Германии, в земле Шлезвиг-Гольштейн. 
Входит в состав района Зегеберг. Подчиняется управлению Кисдорф.  Население составляет 1099 человек (на 31 декабря 2010 года). Занимает площадь 12,88 км².